# Tyrannochthonius avernicola
Tyrannochthonius avernicola är en spindeldjursart som beskrevs av Chamberlin 1995. Tyrannochthonius avernicola ingår i släktet Tyrannochthonius och familjen käkklokrypare. Inga underarter finns listade i Catalogue of Life.